# Anna Wierzbicka
Anna Wierzbicka (Varsóvia, 10 de março de 1938) é uma linguista polonesa conhecida principalmente por sua teoria da metalinguagem semântica natural. Seus trabalhos abordam também áreas como antropologia, psicologia, ciência cognitiva, filosofia e estudos da religião.